# مطار حطاي
مطار حطاي  (إياتا: HTY، إيكاو: LTDA) ((بالتركية: Hatay Havalimanı)‏) هو مطار دولي في محافظة حطاي، تركيا، يخدم مدن أنطاكيا (25 كم) و إسكندرونة (45 كم). بني في مكان بحيرة العمق (التي تم تجفيفها)، تم افتتاحه في ديسمبر 2007.

## الخطوط الجوية والوجهات
| شركـات طيـران         | الوجهات                                                                                               |
| --------------------- | --- |
| الأناضول جت           | مطار إيسنبوغا الدولي، Ercan، مطار صبيحة كوكجن الدولي                                                  |
| طيران ناس             | مطار الملك عبد العزيز الدولي، مطار الملك خالد الدولي                                                  |
| خطوط بيغاسوس          | مطار أنطاليا، Ercan، مطار صبيحة كوكجن الدولي، مطار عدنان مندريس                                       |
| صن إكسبريس            | مطار عدنان مندريس موسمي: مطار أنطاليا، مطار دوسلدورف الدولي، مطار شتوتغارت الدولي (تبدأ 30 مايو 2023) |
| الخطوط الجوية التركية | مطار إسطنبول الدولي موسمي: مطار فرانكفورت                                                             |

## احصائيات المرور
المصدر: DHMI.gov.tr

## النقل البري
ترتبط انطاكيا وإسكندرونة بالحافلات وسيارات الأجرة.